# Реча (Харгита)
Реча (рум. Recea) насеље је у Румунији у округу Харгита у општини Тулгеш. Oпштина се налази на надморској висини од 730 m.

## Становништво
Према подацима из 2002. године у насељу је живело 155 становника.

### Попис2002.
| Расподела становништва по националности 2002.‍ | Расподела становништва по националности 2002.‍ | Расподела становништва по националности 2002.‍ | Расподела становништва по националности 2002.‍ | Расподела становништва по националности 2002.‍ |
| --------------------------------------------- | --------------------------------------------- | --------------------------------------------- | --------------------------------------------- | --------------------------------------------- |
|                                               |                                               |                                               |                                               |                                               |
| Румуни                                        | Румуни                                        |                                               | 134                                           | 86,5%                                         |
| Мађари                                        | Мађари                                        |                                               | 21                                            | 13,5%                                         |